# Margaret Wise Brown

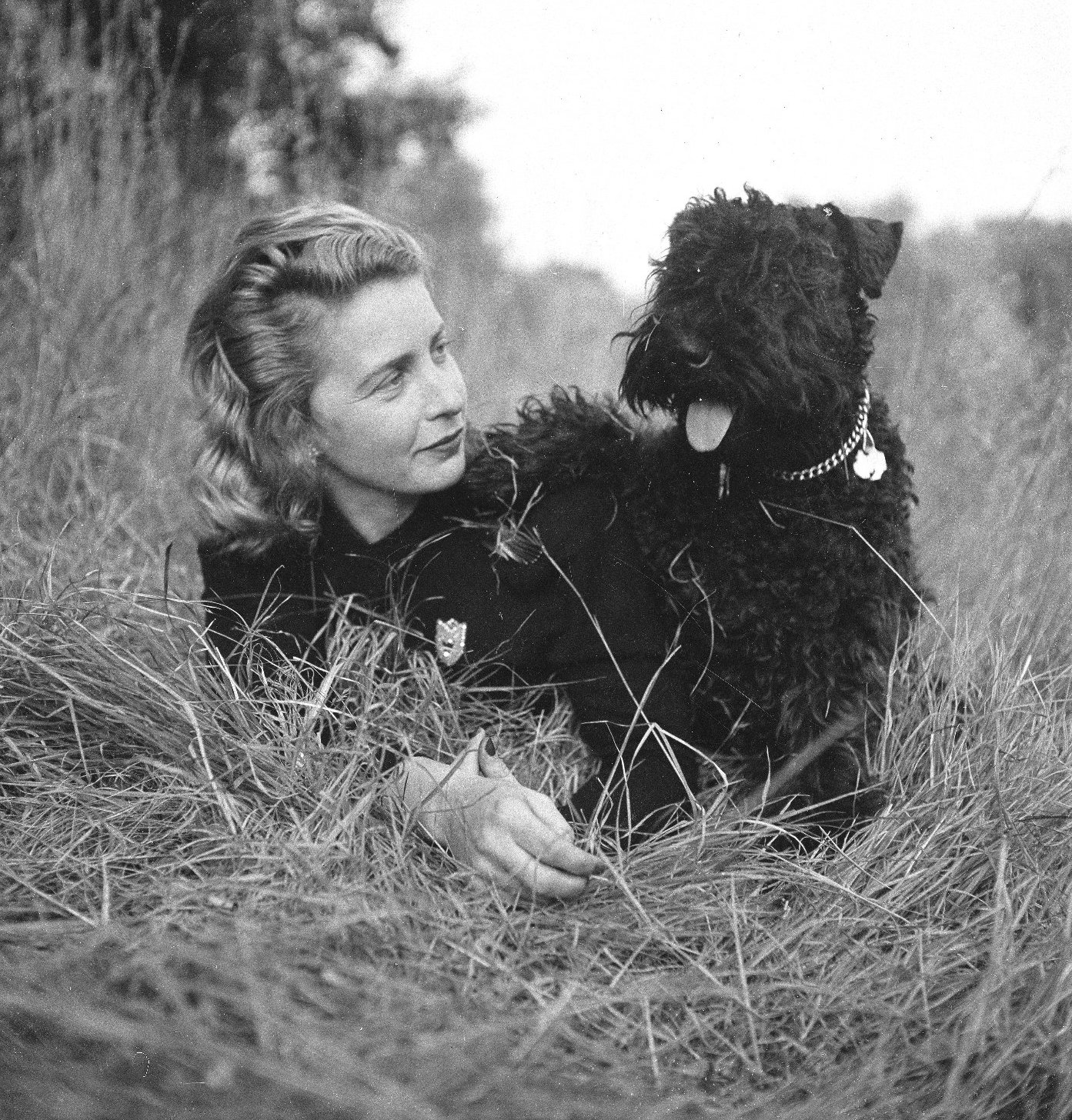
Margaret Wise Brown

Margaret Wise Brown (* 23. Mai 1910 in Brooklyn, New York; † 13. November 1952 in Nizza) war eine US-amerikanische Kinderbuchautorin. Sie schrieb über 90 Bücher, viele davon unter Pseudonymen.

## Leben und Karriere
Margaret Wise Brown wurde als mittleres von drei Kindern des Ehepaares Robert Bruce und Maude Margaret Brown in Brooklyn, New York geboren. Sie besuchte die Internate Chateau Brillantmot in Lausanne, Schweiz und Dana Hall School in Wellesley, Massachusetts und studierte danach Englisch am Hollins College (heute Hollins University), wo sie 1932 einen Bachelor-Titel erhielt. Seit 2016 vergibt die Hollins University jährlich den Margaret-Wise-Brown-Preis für Kinderliteratur, um der berühmten Absolventin zu gedenken.
Nach dem Studium zog sie nach New York und begann eine Ausbildung am Bank Street College of Education unter der Leitung von Lucy Sprague Mitchell. Bank Street war zugleich eine Forschungseinrichtung für Entwicklungspsychologie und Sprachentwicklung bei Kindern sowie eine Kinderbetreuungseinrichtung. In Mitchells Kursen mussten die Studierenden den betreuten Kindern eigens für sie verfasste Texte vorlesen und danach deren Reaktionen und Fragen dokumentieren. Mitchell war Begründerin der Hier-und-Jetzt-Bewegung in der Kinderliteratur, die sich dafür einsetzte, kleinen Kindern zuerst Geschichten aus dem alltäglichen Leben näherzubringen. Sie war gegen die Lektüre von Märchen und fantastischen Geschichten und gegen die Darstellung von menschlichen Abgründen, wie es im Märchen oftmals der Fall ist. Margaret Wise Brown teilte diese Ansicht nicht, sie setzte sich in ihren Büchern wie The Dead Bird (dt.: Der tote Vogel) auch mit schwierigen Themen auseinander. Diese konträren Ansichten, auch als „fairy-tale-war“ (dt.: „Märchen-Krieg“) bezeichnet, sorgten 1942 neben anderen Gründen zum Zerwürfnis zwischen Wise Brown und ihrer ehemaligen Mentorin Lucy Sprague Mitchell.
Zwischen 1938 und 1942 arbeitete sie für den Verleger William R. Scott als Leiterin der Abteilung für Kinderliteratur. Im Zuge dieser Tätigkeit kontaktierte sie ihr literarisches Vorbild, die Autorin Gertrude Stein, die daraufhin 1939 ihr Kinderbuch The World is Round bei Scott veröffentlichte. Auch manche von Wise Browns eigenen Büchern erschienen bei Scott, unter anderem Bumble, Bugs and Elephants oder The Little Fireman (beide 1938). Sie veröffentlichte außerdem Bücher bei den Verlagen Harper & Row, Random House, Simon & Schuster und Doubleday. Sie arbeitete mit mehreren Illustratoren zusammen, einige der erfolgreichsten Bücher, wie Gute Nacht, lieber Mond entstanden aber gemeinsam mit Clement Hurd, einem Vertreter des Kunststils Fauvismus und Schüler von Fernand Léger. 1946 veröffentlichte Wise Brown bei Harper & Row Little Fur Family mit Illustrationen von Garth Williams. Die Erstausgabe war schachtelförmig, mit einem Loch, in das Kinder den Finger stecken konnten und komplett mit echtem Hasenfell überzogen. 1947 erschien ihr bekanntestes Buch Good Night Moon, das weltweit über vierzig Millionen Exemplare verkaufte und erst 2016 unter dem Titel Gute Nacht, lieber Mond von Patrick Süskind ins Deutsche übersetzt wurde. Sie hatte zahlreiche Pseudonyme, unter denen sie ebenfalls veröffentlichte: Golden MacDonald, Juniper Sage, Kaintuck Brown oder Timothy Hay.

## Privatleben und Tod
Wise Brown war für ihren ausschweifenden Lebensstil bekannt. Sie war begeisterte Jägerin und Mitglied des Jagdclubs „Buckram Beagles of Brookville“. Außerdem hatte sie zeitlebens Affären mit Frauen und Männern. 1940 traf sie die 20 Jahre ältere Schauspielerin und Dichterin Blanche Oelrichs, die unter dem Namen Michael Strange auftrat. Mit dieser begann sie eine langjährige Affäre. Kurz vor ihrem Tod lernte sie James Stillman „Pebble“ Rockefeller Jr. kennen, die beiden verlobten sich nach kurzer Zeit. Während eines Aufenthalts in Frankreich musste Wise Brown wegen einer Blinddarmentzündung notoperiert werden, sie starb am 13. November 1952 in Nizza an einem Blutgerinnsel infolge der Operation.
1958 veröffentlichte die Kritikerin und Herausgeberin Louise Seaman Bechtel eine Würdigung in der Zeitschrift The Horn Book, in der sie Wise Brown als „Hofdichterin des Kinderzimmers“ betitelte.

## Werke (Auswahl)
- Die Eisenbahn nach Mückenbrück. Illustrationen von Art Seiden. Übersetzer unbekannt. Desch Verlag, München 1953 (The Train to Timbuctoo 1951).
- Farben-Kätzchen. Ein Buch über Farben und Farbenmischen. Illustrationen von Alice und Martin Provensen. Übersetzer unbekannt. Delphin Verlag, Zürich 1962 (The Color Kittens, 1949).
- Das wunderbare Haus. Illustrationen von J. P. Miller. Übersetzt von Annemarie von Hill. Delphin Verlag, Zürich, 1962 (The Wonderful House, 1950).
- Häslein sucht Unterschlupf. Illustrationen von Garth Williams. Übersetzt von C. Gehring. Delphin Verlag, Zürich 1963 (Home for a Bunny, 1956).
- Drei kleine Bären. Illustrationen von Garth Williams. Übersetzt von Klaus Oehlmann. Carlsen, Hamburg 1964 (Three Little Animals, 1956), ISBN 978-3-551-11623-9.
- Kleine Familie im Pelz. Illustrationen von Garth Williams. Übersetzt von Wolf Hausmann. Carlsen, Reinbek bei Hamburg 1968 (Little Fur Family, 1946).
- Der kleine Indianer. Illustrationen von Richard Scarry. Übersetzer unbekannt. Carlsen, Reinbek bei Hamburg 1974 (Little Indian, 1954), ISBN 978-3-551-06114-0.
- Was ich alles mag. Illustrationen von Garth Williams. Übersetzer unbekannt. Carlsen, Reinbek bei Hamburg 1976 (The Friendly Book, 1954), ISBN 978-3-551-06130-0.
- Das neugierige Häschen. Illustrationen von Leonard Weisgard. Übersetzer unbekannt. Breitschopf, Wien/München/Zürich 1976 (The Golden Egg Book, 1947), ISBN 978-3-7004-0822-2.
- Ein Kaninchen-Zuhause. Illustrationen von Garth Williams. Übersetzer unbekannt. Carlsen, Reinbek bei Hamburg 1977 (Home for a Bunny, 1956), ISBN 978-3-551-06135-5.
- Aber das weiß nur der Fuchs. Illustrationen von Garth Williams. Übersetzt von Wolf Hausmann. Carlsen, Reinbek bei Hamburg 1979 (Fox Eyes, 1951), ISBN 978-3-551-51163-8.
- Gute Nacht, lieber Mond. Illustrationen von Clement Hurd. Übersetzt von Patrick Süskind. Diogenes, Zürich 2016 (Goodnight Moon, 1947), ISBN 978-3-257-01186-9.